# Ted Moses
Ted Moses (* 23. Oktober 1943; † 5. März 2020) war ein amerikanischer Jazzmusiker (Piano, auch Tenor-, Alt- und Sopransaxophon, Komposition), der in Kanada lebte und tätig war.
Moses zog 1967 von Tulsa nach Kanada und hatte in Toronto bis in die 1980er Jahre hinein einen Einfluss in der Jazzszene. 1971
legte er mit seiner Band eine EP vor. Er leitete dann in Toronto ein eigenes Quintett, zu dem zeitweilig auch seine Frau, die Flötistin und Sängerin Kathryn Moses, gehörte. 1974 entstand mit dieser Formation das Album  Sidereal Time; 1978 folgte das selbstproduzierte Album The Farther You Go, The Farther You See. Das Album More Than Ever (1978) mit seiner  Mother Necessity Big Band, das für CBC/Radio-Canada entstand, wurde 1979 als „bestes Jazz-Album“ für den Juno Award nominiert. Mit seinen farbenfrohen Kompositionen brachte er Elemente der Rockmusik in den zeitgenössischen Jazz.
Moses war auch die treibende Kraft hinter dem Mother Necessity Jazz Workshop, der zwischen 1976 und 1982 auch als Spielstätte fungierte. Er nahm zudem mit Ken Ramm und mit Steve McCaffery auf. Tom Lord verzeichnet sechs Aufnahmen zwischen 1971 und 1982.